# Бруклон (Њу Џерзи)
Бруклон (енгл. Brooklawn) град је у америчкој савезној држави Њу Џерзи.

## Демографија
По попису из 2010. године број становника је 1.955, што је 399 (-16,9%) становника мање него 2000. године.
| Група             | 2000.         | 2010.         |
| Белци             | 2.081 (88,4%) | 1.656 (84,7%) |
| Афроамериканци    | 101 (4,3%)    | 104 (5,3%)    |
| Азијати           | 25 (1,1%)     | 43 (2,2%)     |
| Хиспаноамериканци | 111 (4,7%)    | 123 (6,3%)    |
| Укупно            | 2.354         | 1.955         |